# Obús (proyectil)

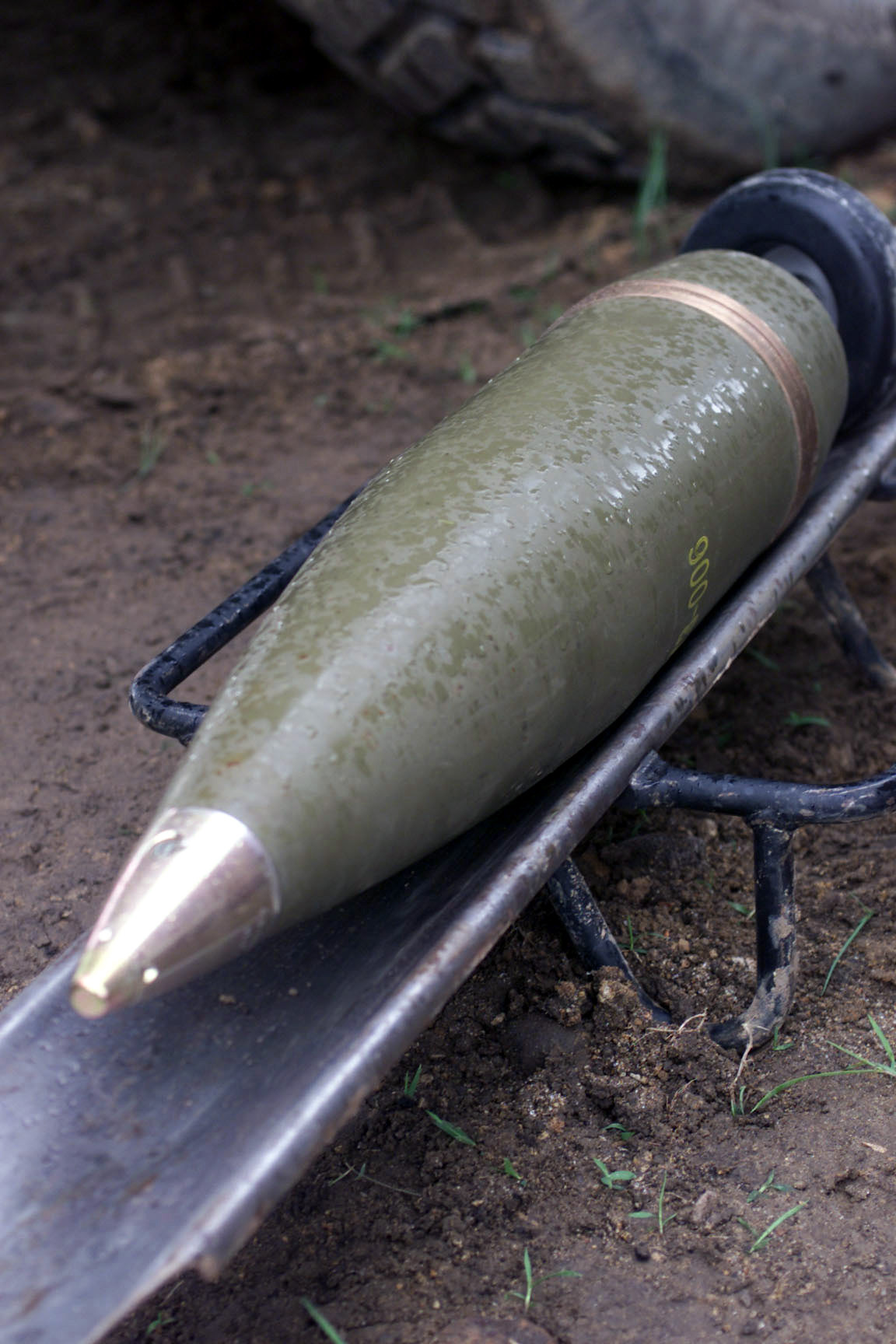
M107, un obús HE de 155 mm para artillería moderna.

Un obús es un tipo de pieza de artillería (obús) y por extensión un proyectil para piezas de artillería, que, a diferencia de la bala sólida, contiene un explosivo u otro tipo de carga, aunque el uso moderno a veces también incluye grandes proyectiles sólidos (perforadores de blindaje tipo AP, APDS o APFSDS y municiones de pruebas). Los proyectiles sólidos pueden contener un compuesto pirotécnico si usan carga trazadora o de señalización.
Los obuses suelen ser proyectiles de gran calibre disparados por piezas de artillería, vehículos de combate blindados (incluyendo carros de combate), y buques de guerra. Normalmente tienen forma de un cilindro coronado con una forma de arco ojival que le da un mejor rendimiento aerodinámico, y posiblemente con una base más delgada; pero algunos tipos especiales son muy diferentes.

## Tipos
- Alto poder explosivo (HE).

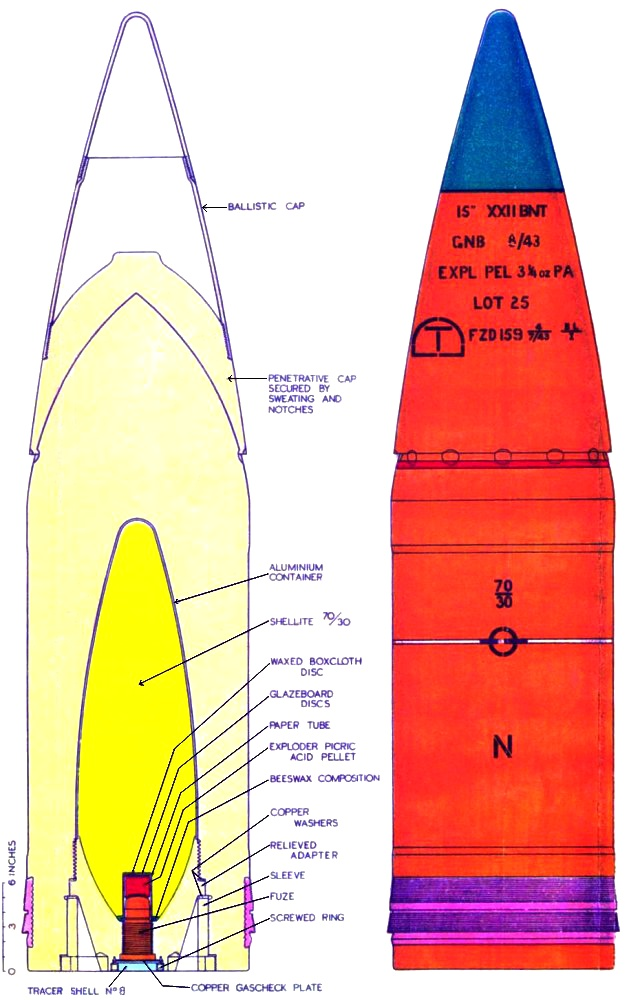
Proyectil AP británico Mk XXII BNT para BL de 15 pulgadas Mk I.

  - Obús mina. Es una forma particular del obús HE desarrollado para ser usado en armas de menor calibre como son los cañones automáticos desde 20 a 30 mm.
- Perforador de blindaje (AP).
- Perforador de blindaje con sabot desechable (APDS).
- Perforador de blindaje estabilizado por aletas con sabot desechable (APFSDS).
- Antitanque de alto poder explosivo (HEAT).
- Obús con sabot desechable (DSS). El mismo principio de los APDS pero aplicado a los obuses de alto poder explosivo.
- Cabeza de choque de alto poder explosivo (HESH) o alto poder explosivo plástico (HEP).
- Munición de prueba. Se emplean para comprobar el funcionamiento del arma que los dispara.
- Shrapnel.
- Obuses de racimo. Al igual que las bombas de racimo, un obús de artillería puede ser usado para esparcir submuniciones más pequeñas, incluyendo granadas antipersona, minas terrestres y municiones para atacar por encima a los tanques. Generalmente son más letales contra blindados e infantería que los obuses de alto poder explosivo simples, ya que las múltiples municiones crean una zona de impacto mayor e incrementan las posibilidad de lograr un impacto directo. Sin embargo, el uso de este armamento demostró que las submuniciones tienen una elevada tasa de fallo, inclusive las que disponen de mecanismos de autodestrucción, y suponen un peligro después de la guerra. Los países que firmaron el Tratado de Ottawa han renunciado al uso de municiones de racimo de todos los tipos que contengan más de diez submuniciones.
- Químicos. Los obuses químicos contienen una pequeña carga explosiva para estallar la carcasa y una cantidad más grande de agentes químicos como un gas venenoso. Los países que firmaron la Convención sobre Armas Químicas han renunciado a este tipo de armamento.
- Obuses no letales.
  - Humo.
  - Iluminación.
  - Transporte. Liberan su contenido en un tiempo programado. Se suelen utilizar para lanzar folletos de propaganda.
  - Fuegos artificiales. En Estados Unidos estos proyectiles comerciales no pueden exceder las 1,75 pulgadas de diámetro.